# 쇠돌피

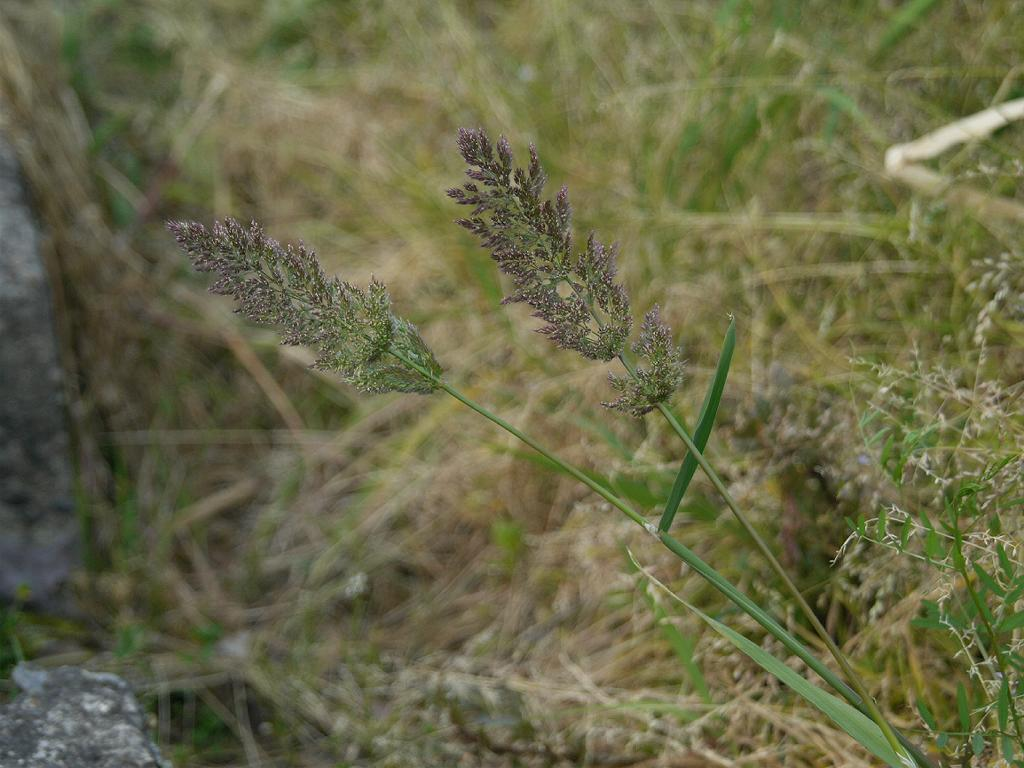

쇠돌피(학명: Polypogon fugax)는 벼과 쇠돌피속의 한해살이 또는 두해살이풀이다.  피아재비 또는 울릉쇠돌피라고도 한다.

## 분포
한국에서 일본·중국, 특히 남아시아·아프리카에 걸쳐 집중적으로 분포한다.

## 특징
키는 20-40cm 정도이다. 줄기는 수염뿌리가 있으며 뭉쳐나고, 짧게 옆으로 뻗은 아랫부분에서 마디로 구부러진 자루가 곧추선다. 잎은 줄모양으로 길이 5-15cm, 나비 4-8cm로 약간 연하고 흰빛을 띤 녹색이다. 5-6월, 줄기의 끝에 원추꽃차례가 나온다. 꽃차례는 원기둥꼴로 아래쪽이 끊어졌다 이어지는 외에 작은이삭이 빽빽이 달린다. 길이 5-8cm, 나비 1-3cm로 보라색을 띤 엷은 녹색이다. 작은이삭은 길이 약 2mm이며, 턱겨에는 짧은 털이 나고 길이 2mm 정도의 가는 까락이 있다. 작은꽃은 1개이다.

## 이명
- Polypogon demissus Steud.
- Polypogon higegaweri Steud.